# Rhodt unter Rietburg
Rhodt unter Rietburg is een plaats en deelgemeente (Ortsgemeinde) van de Verbandsgemeinde Edenkoben in de deelstaat Rijnland-Palts in Duitsland, Landkreis Südliche Weinstraße. Rhodt unter Rietburg telt 1.198 inwoners.
Rhodt is een schilderachtig, landelijk gebleven dorp midden tussen wijngaarden van de wijnstreek Palts. De ongeveer 1150 inwoners leven ofwel van de wijnbouw, of zoeken hun inkomen in de handel en industrie van de nabijgelegen steden en gemeenten. Meer dan de helft van het dorp is beschermd. De oude kern, met de Weinstraße en in het bijzonder de Theresienstraße, trekt het hele jaar door vele bezoekers.

## Geschiedenis

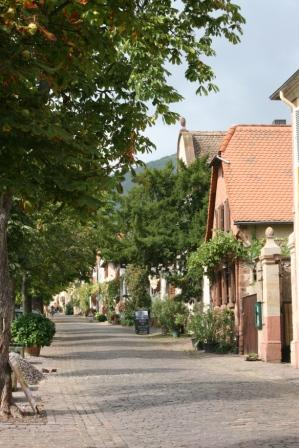
De Theresienstrasse is de meest bekende straat van Rhodt unter Rietburg

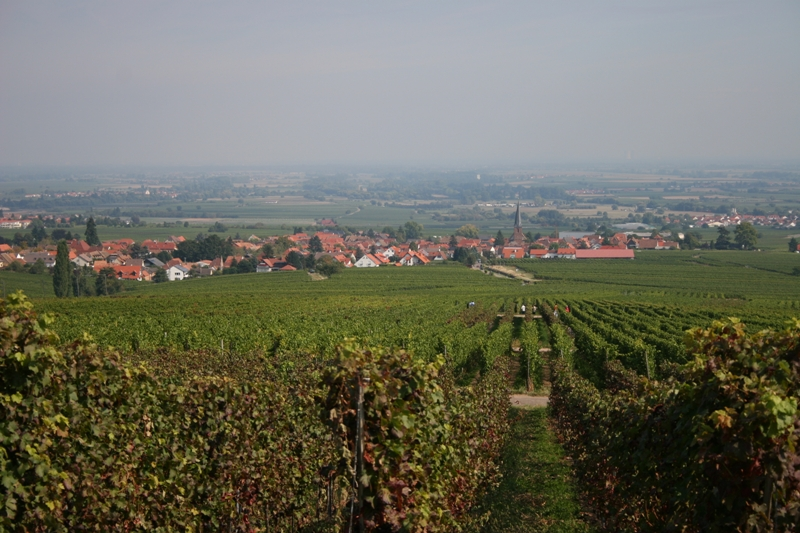
Zicht op Rhodt vanuit Weyher

Net zoals bij de meeste dorpen en gemeenten in de Palts is er relatief weinig bekend over de vroege geschiedenis en de eerste bevolking van de gemeente.
De eerste stammen die er verbleven zouden de Mediomatrici (een Keltische volksstam) en later de Triboken (een Germaanse volksstam) geweest zijn.
Vast staat dat de linker Rijn-oever van 58 v.Chr. tot 406 n.C. door de Romeinen bezet was en dat er in die tijd al wijn werd aangebouwd. Een belangrijke Noord-Zuidelijke Romeinse heerweg verliep over het huidige grondgebied van de gemeente.
De grote volksverhuizingen van de 4e en 5e eeuw hadden ook hun invloed op de bevolking. Onder meer Nemeters, Vangionen, Vandalen, Alemannen, Sueven en Germaanse Bourgondiërs trokken over de Rijn. Laatstgenoemde volk vestigde zijn koningsstad in Worms. In 430 vielen de Hunnen binnen, te hulp geroepen door de laatste Romeinse bevelhebber in de streek Aetius, en vernietigden het Bourgondische rijk.
Rond 450 veroverden de Alemannen de streek terug, maar werden kort daarop weer door de Germanen verdrongen. In 496 werd met de slag van Zülpich de Germaanse overheersing van de streek definitief bezegeld.
Aangenomen wordt dat Rhodt als dorp rond het jaar 500 vaste vormen kreeg.
De eerste vermelding van Rhodt wordt gevonden in een schenkingsoorkonde uit het jaar 772.
In het vijfde regeringsjaar van de toenmalige koning en latere keizer Karel de Grote werd de gemeente "Crothincheim" door een zekere Alrad en zijn vrouw Secundina aan het klooster Lorsch overgemaakt. Sommige historici betwijfelen echter dat Crothincheim en Rhodt dezelfde gemeente zijn, maar kunnen ook geen andere plaats aanduiden die het dan wel zou zijn.
Uit de jaren 1200-1204 stammen documenten waaruit blijkt dat Konrad von Riet, een van de 'edelen van Rode', een burcht bouwde op een uitloper van het plateau dat de linkerzijde van het Rijndal zoomt.
Vanaf de 14e eeuw tot het jaar 1603 was Rhodt in het bezit van de heren van Württemberg. In dat jaar kwam Rhodt in het bezit van Ernst Friedrich, markgraaf van Baden-Durlach. In 1798 werd de streek door het Franse leger veroverd en met de vrede van Luneville in 1801 officieel aan Frankrijk toegewezen. In 1814 ging de gemeente dan weer over in Duits-Oostenrijks bezit. Als gevolg van het Kongres van Wenen (1815) werd het dorp, samen met de hele Palts, in 1816 in het koninkrijk Beieren opgenomen. Sinds de oprichting van de Bondsrepubliek maakt Rhodt deel uit van de deelstaat Rijnland-Palts.
In 1972 werd de gemeente, in uitvoering van het "1. Landesgesetz über die Verwaltungsvereinfachung im Land Rheinland-Pfalz" dd. 1 maart 1972, opgenomen in de Verbandsgemeinde Edenkoben.

## Statistische gegevens
(Stand: 31.12.2003 - Bron: Statistisches Landesamt Rheinland-Pfalz)

Totale oppervlakte: 10,06 km² waarvan
| Landbouw             | 25,2% |
| Bos                  | 68,7% |
| Water                | 0,2%  |
| Bebouwing en straten | 5,9%  |
| Overig               | 0,1%  |

## Nabijgelegen steden en gemeenten
- Edenkoben (5 km)
- Landau 10 km
- Neustadt an der Weinstraße 10 km
- Ludwigshafen am Rhein 40 km
- Mannheim 50 km